# Cyttarops alecto
Genre
Espèce
Statut de conservation UICN

 LC  : Préoccupation mineure
Cyttarops est un genre de chauves-souris insectivores d'Amérique latine (Brésil, Costa-Rica, Guyana et Nicaragua).
Cyttarops alecto Thomas, 1913 est la seule espèce du genre Cyttarops.

## Distribution

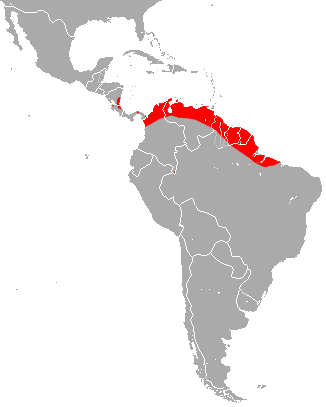
Distribution de Cyttarops alecto (2011).